# Erckmann-Chatrian
Erckmann-Chatrian byl společný pseudonym, který v letech 1847–1887 používali dva francouzští spisovatelé: Émile Erckmann (20. května 1822 Phalsbourg – 14. března 1899 Lunéville) a Alexandre Chatrian (18. prosince 1826 Grand-Soldat, Mosele – 3. září 1890 Villemomble). Psali také pod svými příjmeními.  

## Životopis
Oba se narodili v regionu Mosele, spřátelili se a spolu napsali velké množství nacionalistických románů inspirovaných tímto regionem. V jejich díle se rustikální realismus, ovlivněný vypravěči ze Schwarzwaldu, proměňuje v jakousi oblíbenou lidovou epiku.
Erckmann-Chatrian napsali řadu historických románů, z nichž některé protimonarchisticky útočily na druhé císařství. Částečně kvůli jejich republikánství je chválili Victor Hugo a Émile Zola, ale na stránkách listu Le Figaro se na ně ostře útočilo. Od roku 1859 získávali popularitu pro své nacionalistické, antimilitaristické a protiněmecké smýšlení, byli dobře prodávanými autory, avšak po celou dobu své kariéry měli problémy s politickou cenzurou. Romány psal většinou Erckmann a divadelní hry většinou Chatrian.

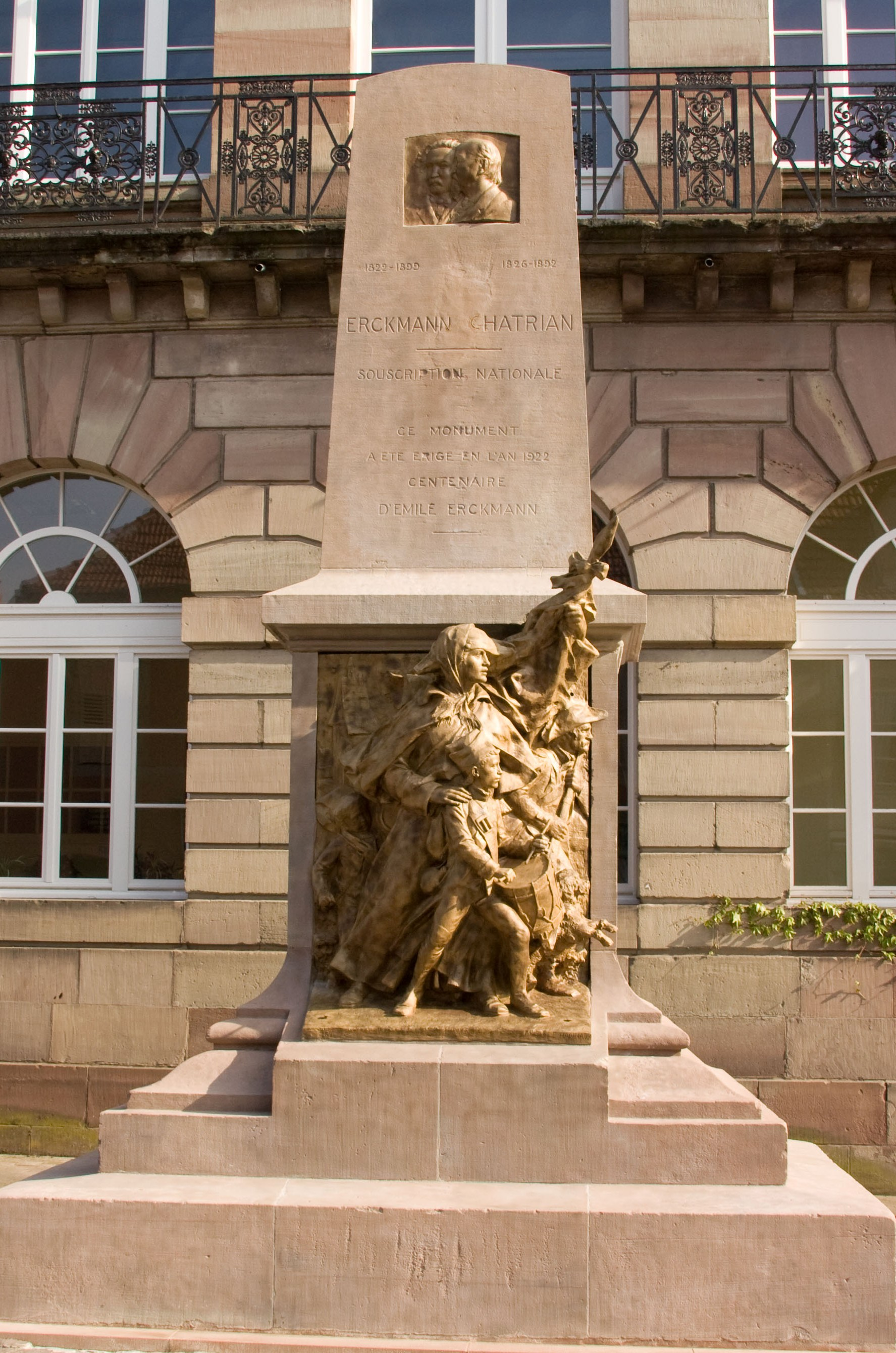
Erckmann-Chatrian Monument in Phalsbourg, Moselle

V Erckmannově rodném městě Phalsbourgu (německy Pfalzburg), v němž se nachází i vojenské muzeum Musée historique et Erckmann-Chatrian vystavující edice jejich děl, se každé léto konává na jejich počest festival.

## Dílo

### V češtině
- Muž z lidu: román ze života dělnického – dle francouzského vzdělal Louis Schmidt. Praha: Dělnické Listy, 1872[1]
- Přeslavný doktor Matheus: román – přeložil Bedřich Frida. Praha: Jan Otto, 1878[2]
- Tvrdohlavci: činohra ve 4 jednáních – pro české divadlo upravil Jan Babtist Kühnl. Praha: J. R. Vilímek, 1883
- Kmotr Fritz: obraz ze života alsaského ve třech jednáních – překlad J. V. Frič [obsahuje přívazek: Dobrou noc, Růženko!. dramolet v jednom jednání – Fridrich Kaiser, přeložil Emanuel Züngel]. Praha Josef Srp, 1884
- Staří vojáci – přeložil Ladislav Pinkas. Praha: Alois Hynek, 1886[3]
- Ze života mořského dobrodruha II. – Roch-Louis Reybaud. Dvě povídky [Divná historie. Soví ucho] – Erckmann-Chatrian. Přeložil Bedřich Frida. Praha: A. Hynek, 1887/1888[4]
- Brigádník Bedřich: povídka – přeložil Jan Alois Unzeitig. Praha: J. Zeman, 1888
- Mistr Daniel Rock: román – přeložil J. A. Unzeitig. Praha: A. Hynek, 1889[5]
- Polský žid: drama o třech dějstvích a pěti obrazech – přeložila a pro české jeviště upravila Pavla Korbová. Praha-Karlín: Mamert Knapp, 1903
- Polský žid: drama o třech dějstvích a pěti obrazech – přeložil a úvodem opatřil Jaroslav Pšenička. Praha: J. Otto, 1908
- Paní Tereza – přeložil V. Patejdl. Praha: Bedřich Kočí, 1908
- Oběšencovy housle – úvod František Sekanina, in: 1000 nejkrásnějších novel... č. 97; z Moderní Revue; přeložil Pavel Projsa. Praha: J. R. Vilímek, 1916
- 1813 – přeložil Jarka Nevole. Praha: Alois Neubert, 1919[6]
- Waterloo: pokračování románu "1813" – přeložil Jarka Nevole. Praha: A. Neubert, 1919[7]
- Příhody nováčka z roku 1813 – přeložil Karel Popelka; s 10 obrázky J. Gotha. Praha: Vesmír, 1925
- Waterloo – přeložil Karel Popelka. Praha: Vesmír, 1926
- Za zvlčelcem: myslivecká pověst ze starších dob – přeložil E. Musil-Daňkovský. Praha: J. V. Rozmara, 1928
- Polský žid: opera o dvou dějstvích – na námět stejnojmenné hry Emila Erckmanna a Alexandra Chatriana libreto napsali Victor Léon a Richard Batka. Praha: Státní opera Praha, 2001